# البنك الأهلي القطري
البنك الأهلي ش.م.ق هو بنك قطري ومكتبه الرئيسي في الدوحة، قطر.

## التاريخ
تأسس في عام 1983 كجزء من سيتي جروب ،  البنك الأهلي ش.م.ق مؤسسة مالية مملوكة لقطر تخدم المستهلكين الأفراد والشركات الصغيرة وعملاء الشركات مع تقديم مجموعة من الخدمات المصرفية للشركات والخدمات المصرفية للأفراد والخدمات المصرفية الخاصة والخزينة والاستثمارات والخدمات المصرفية الدولية وخدمات الوساطة  قررت سيتي جروب وقف عملياتها من قطر في عام 1987 ، مما سمح للبنك الأهلي بشراء جميع أصوله  والبدء في العمل ككيان مستقل.
كان البنك الأهلي المتحد ، أكبر بنك في البحرين، أكبر مساهم في البنك الأهلي. في عام 2012 ، باع البنك الأهلي المتحد جميع حصصه في البنك باستثناء 1000 سهم. في ذلك الوقت، كان البنك الأهلي يعتبر سابع أكبر بنك في قطر.

## روابط خارجية
- الموقع الرسمي (الإنجليزية)
- الموقع الرسمي (عربي)